# Brecha (Uruguai)
Brecha és un setmanari uruguaià d'esquerra fundat el 1985.